# Infiniti G
Als Infiniti G werden mehrere Modelle der japanischen Automobilmarke Infiniti bezeichnet. Einerseits die von 1990 bis 2002 gebauten Stufenheck-Limousinen Infiniti G20 in zwei Generationen, andererseits die von 2003 bis 2013 angebotenen Stufenheck-Limousinen und Coupés der Mittelklasse Infiniti G35 bzw. G37. Schließlich wird seit der vierten Generation (seit 2007) zusätzlich noch eine Cabriolet-Variante angeboten. Vertrieben wurden die Modelle in Nordamerika (USA) sowie ab 2009 in Europa. Das Modell des Skyline GT-R ist seit 2007 eigenständig und wird von Nissan selbst weltweit vertrieben.
Bisher gab es folgende Modellreihen:
- Infiniti G20 (P10) (Stufenheck auf Basis des Nissan Primera P10, 1990–1996)
- Infiniti G20 (P11) (Stufenheck auf Basis des Nissan Primera P11, 1998–2002)
- Infiniti G35 (Stufenheck und Coupé (Baureihe V35/CV35) auf Basis des Nissan Skyline, 2003–2006)
- Infiniti G35/G37 (Stufenheck, Coupé und Cabriolet (Baureihe V36/CV36) auf Basis des Nissan Skyline, 2007–2013)

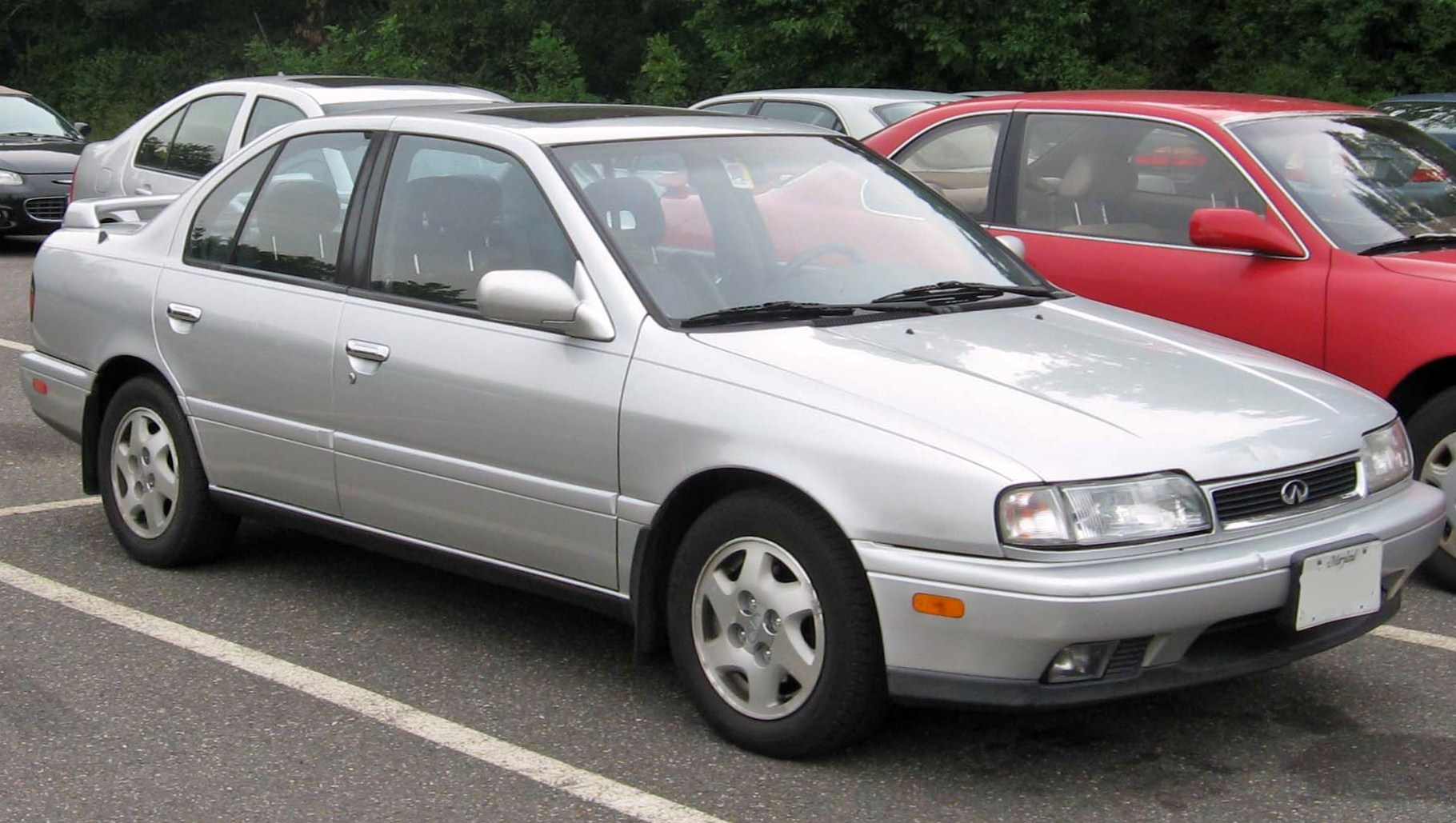
Infiniti G20 (P10)
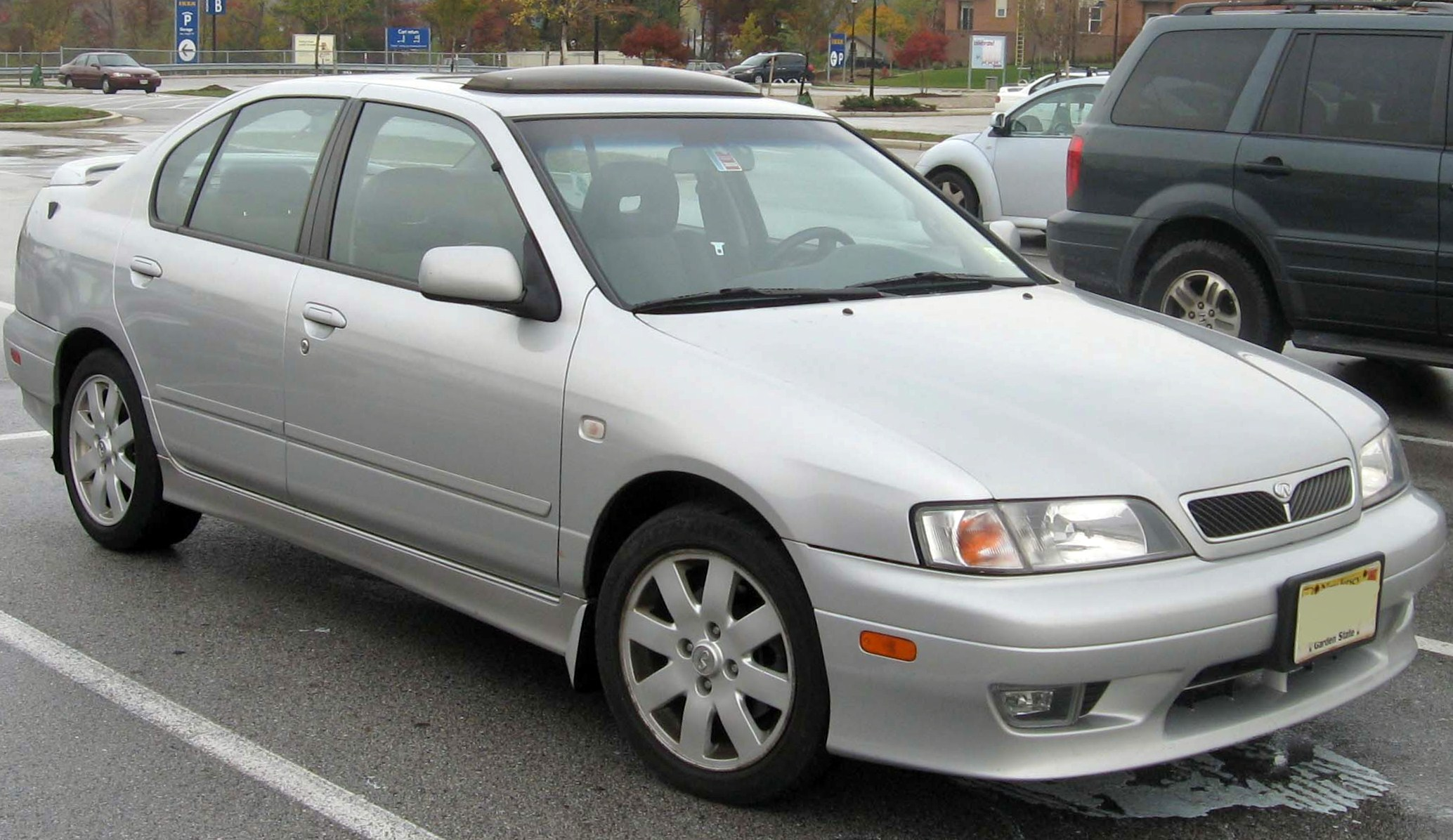
Infiniti G20 (P11)
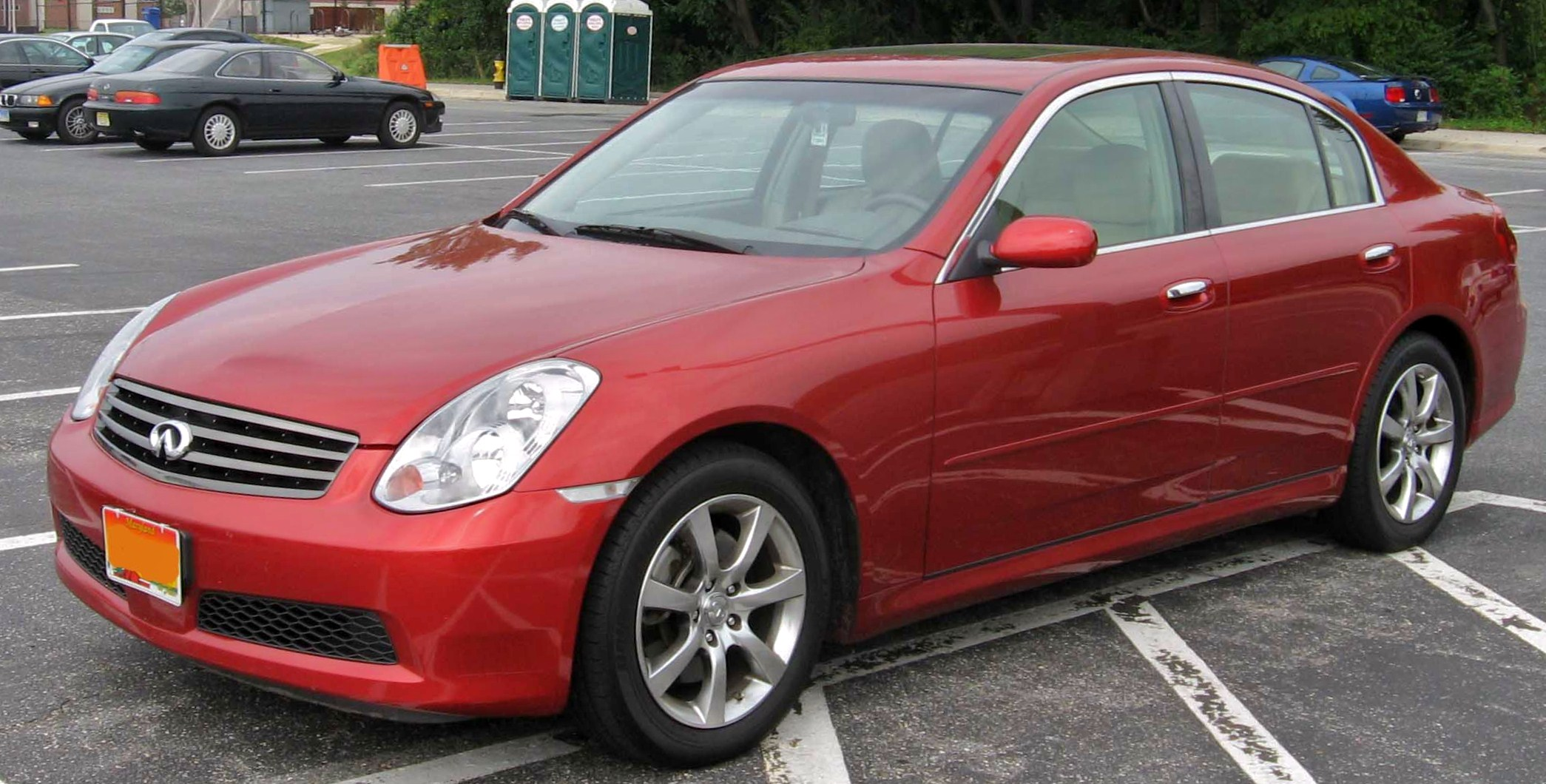
Infiniti G35 (V35)
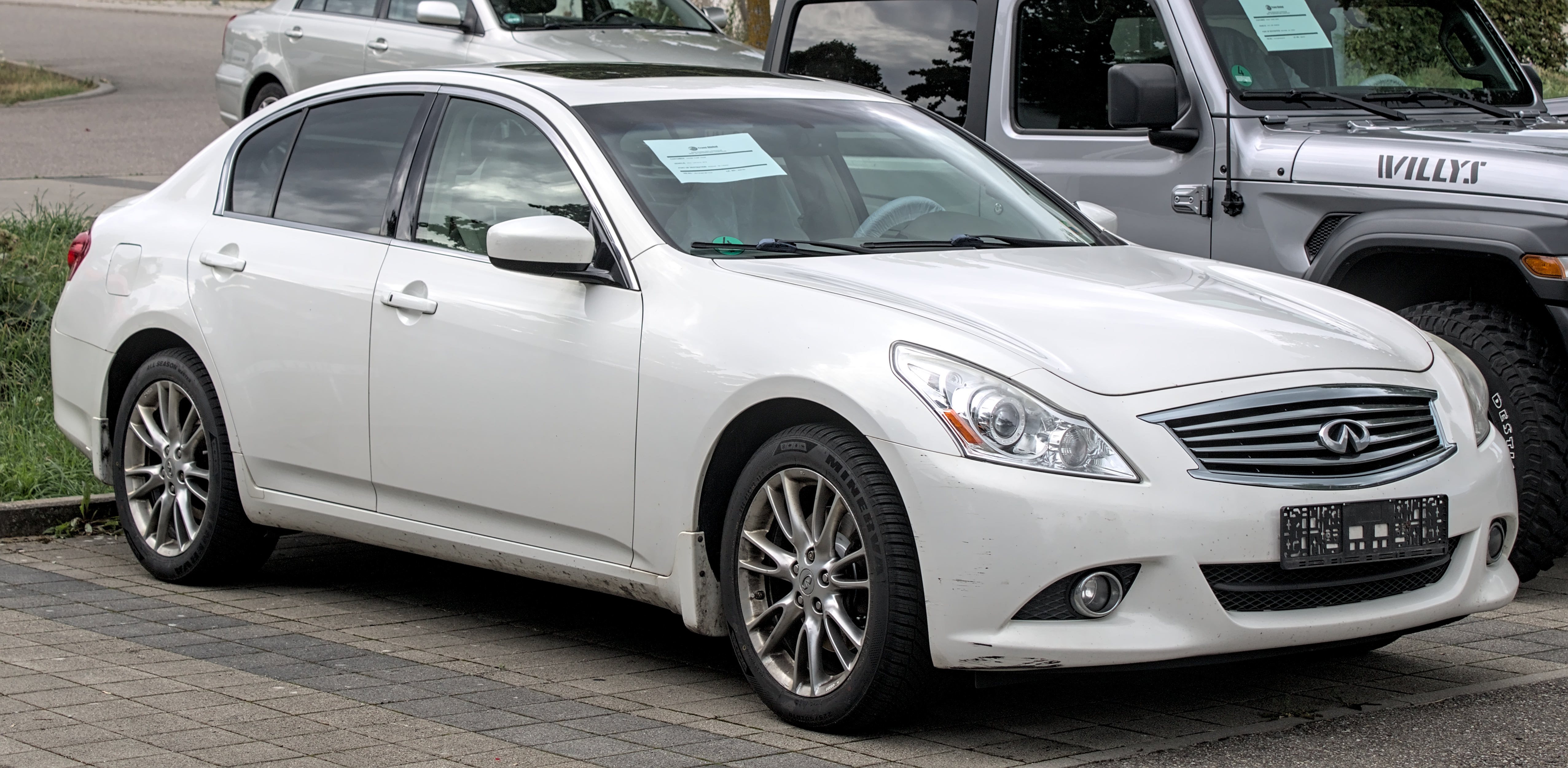
Infiniti G37 (V36)